# Dominici (krater)
Dominici är en nedslagskrater på planeten Merkurius, med en diameter på ungefär 20 kilometer.
2010 uppkallades kratern efter skulptören Maria de Dominici.